# ¿Qué fue de Jorge Sanz?
¿Qué fue de Jorge Sanz? és una minisèrie televisiva produïda i emesa per Canal+ entre el 12 de setembre i el 17 de desembre de 2010. Relata els embolics de la vida quotidiana de l'actor anat a menys Jorge Sanz quan acaba de contractar un nou representant, interpretat per Eduardo Antuña.
Malgrat no emetre's en obert, la sèrie va ser ben acollida i va rebre repetides recomanacions per part de la crítica que ha opinat que la sèrie no ha comptat amb la repercussió que mereix per la seva qualitat.

## Sinopsi
La sèrie mostra una versió fictícia de la vida de l'actor Jorge Sanz, en la qual apareix com un actor anat a menys, que ha d'acceptar papers d'estar per casa per a poder subsistir i la vida personal dels quals és igualment bastant desastrosa.
Els episodis comencen amb Jorge Sanz despertant-se (en qualsevol lloc menys en el llit) per una trucada de telèfon.

## Episodis
| Temporada | Temporada | Episodis | Emissió original       | Emissió original       |
| Temporada | Temporada | Episodis | Inici                  | Final                  |
| --------- | --------- | -------- | ---------------------- | ---------------------- |
|           | 1         | 6        | 12 de setembre de 2010 | 17 de desembre de 2010 |
|           | Especials | 2        | 13 de febrer de 2016   | 4 de març de 2017      |

## Orígens
El projecte va néixer quan a Jorge Sanz li van proposar protagonitzar una sèrie de televisió, l'actor li va preguntar al seu amic David Trueba si hauria d'acceptar el projecte i est li va dir que el millor que podria fer era interpretar-se a si mateix. Després d'aquesta conversa, Trueba va realitzar el disseny de la producció i el va presentar a la productora que d'antuvi la va rebutjar.
Trueba i Sanz es trobaven sense treball i van començar a rodar el pilot amb els seus propis mitjans i sense cap mena de suport econòmic. Després d'acabar-lo el van ensenyar a diferents cadenes i va acabar acceptant la idea Canal+. Trueba els va dir als directius de la cadena que volia rodar la sèrie igual que ho havia fet en el pilot i aquests van acceptar.

## Producció
A l'hora de realitzar els episodis tots dos es van basar en experiències reals que li havien passat a Jorge Sanz com ara que una dona cridés mentre actuava "Ooooh, s'ha fet gran". Tanmateix, van voler humiliar al personatge pel que també s'incloïen anècdotes fictícies com que es despertés per la ressaca a les escales o que es jugués al pòquer el sou de la mainadera del seu fill. També incloïen una crítica a l'ofici d'actor com quan Antonio Resines li diu que es dediqui a treballar en televisió.
El rodatge dels episodis es va fer amb una petita càmera i en escenaris naturals. Els escenaris no es van tallar al trànsit per al rodatge, amb la finalitat que resultessin més realistes, encara que això va provocar problemes de so i d'il·luminació (quedant a vegades la imatge "cremada").
La cançó utilitzada com a banda sonora és "Civic Pride" de l'àlbum Pram Town del cantant Darren Hayman, qui, a més, va fer un cameo en un dels episodis.